# Live at Gibson Amphitheatre: August 15th, 2007
Live at Gibson Amphitheatre: August 15th, 2007 – jest pierwszym albumem live piosenkarki, aktorki i modelki Hilary Duff; miał swoją premierę w USA 23 listopada 2009 tylko w sklepie internetowym iTunes. Album został nagrany podczas trasy koncertowej The Dignity Tour. Trasa zawierała 22 piosenki oraz "Backup Intros and Band Jam", ale album zawiera tylko 19. Pominięto piosenkę Our Lips Are Sealed, cover "Love Is a Battlefield" oraz "Never Stop".

## Ścieżka dźwiękowa
1. "Play with Fire" – 4:46[1][2]
2. "Danger" – 4:11
3. "Come Clean" – 4:05
4. "The Getaway" – 4:08
5. "Dignity" – 3:27
6. "Gypsy Woman" – 4:19
7. "Someone’s Watching over Me" - 5:55
8. "Beat of My Heart" - 2:09
9. "Why Not" - 1:25
10. "So Yesterday (Island Remix)" - 2:33
11. "With Love" - 4:06
12. "Wake Up" - 3:34
13. "I Wish" - 3:34
14. "Outside of You" - 6:37
15. "Fly" - 3:45
16. "Happy" - 3:38
17. "Dreamer" - 3:13
18. "Backup Intros and Band Jam" - 3:06
19. "Reach Out" - 4:32
20. "Stranger" - 5:42